# ذي عرمة (السدة)

تعديل مصدري - تعديل

ذي عرمة محلة تابعة لقرية الجرجرة، التابعة لعزلة التويتي بمديرية السدة إحدى مديريات محافظة إب في الجمهورية اليمنية.، بلغ تعداد سكانها 29 حسب تعداد اليمن لعام 2004.